# Peter Grimes
Peter Grimes (Op. 33) es una ópera en tres actos con música de Benjamin Britten y libreto en inglés de Montagu Slater con la ayuda de Britten, Peter Pears, Ronald Duncan y Eric Crozier, basado en el poema The Borough de George Crabbe. El burgo (Borough) de la ópera es un pueblo ficticio que comparte algunas similitudes con el de Crabbe, y posteriormente de Britten, Aldeburgh en la costa oriental de Inglaterra, alrededor del año 1830. 
La ópera se estrenó el 7 de junio de 1945 en el Teatro Sadler's Wells de Londres, dirigida por Reginald Goodall y fue la primera de las óperas de Britten que fue un éxito de público y crítica. Es considerada una de las mejores óperas del siglo XX, e incluso la mejor ópera inglesa escrita desde Dido y Eneas de Henry Purcell, casi trescientos años antes. Esta ópera forma parte del repertorio, aunque no está entre las más representadas; en las estadísticas de Operabase aparece la n.º 98 de las cien óperas más representadas en el período 2005-2010, siendo la 5.ª en el Reino Unido y la tercera de Benjamin Britten, con 36 representaciones. Además, los Cuatro interludios marinos fueron publicados separadamente (como op. 33a) y son frecuentemente interpretados como una suite orquestal. El Passacaglia fue también publicado separadamente (como op. 33b), y también se interpreta frecuentemente, bien junto a los Interludios marinos o por sí sola.

## Historia
En 1941, poco después del estreno de su ópera Paul Bunyan, Britten y pareja Peter Pears fueron a quedarse en Escondido, California. Allí leyeron el poema de Crabbe y quedaron sorprendidos por él. Britten, siendo nativo de Suffolk, se identificó intensamente con la trágica historia del pescador de Aldeburgh, Peter Grimes. Más tarde dijo: "De golpe me di cuenta de dos cosas: que debía escribir una ópera, y dónde pertenecía yo."
Britten regresó a Inglaterra en abril de 1942. Poco después de su regreso, pidió a Montagu Slater que fuera su libretista para Peter Grimes. Ambos, Britten y Pears intervinieron mucho en diseñar la historia, y en este proceso el personaje de Grimes se hizo más complejo. Más que ser un malvado sin paliativos, como es en la versión de Crabbe, se convierte en una víctima del cruel destino y la sociedad, al tiempo que conserva los aspectos más oscuros de su carácter. Le corresponde al público decidir cuál de las dos versiones es más real, y ver cómo son los diversos personajes, claros o ambiguos.
Pears ciertamente iba a ser Peter Grimes, y es probable que Britten escribiera el papel de Ellen Orford para Joan Cross. La obra ha sido considerada "una poderosa alegoría de la opresión homosexual", y uno de "las verdaderas obras maestras operísticas del siglo XX," pero el propio resumen contemporáneo de la obra por parte del compositor (1948) fue más sencillo: 
"un tema muy próximo a mi corazón—la lucha del individuo contra las masas. Cuanto más despiadada es la sociedad, más despiadado es el individuo."
Aunque la escritura del libreto progresó, ciertas versiones mostraban las relaciones de Grimes con su aprendiz como pederástica, Pears convenció a Slater de que cortara las estrofas cuestionables de la versión final. Muchos investigadores, en lugar de ver esto como una celebración del abuso de Grimes, lo consideran como la condena de Britten de la homofobia de su época, y lo que él entendía que eran las destructivas consecuencias sociológicas de ella. La ópera fue encargada por la Koussevitzky Music Foundations y está "dedicado a la memoria de Natalie Koussevitzky", esposa del director estadounidense nacido en Rusia, Sergei Koussevitzky. En 1945 se representó en Estocolmo, Basilea, Amberes y Zúrich. Su estreno estadounidense aconteció en 1946 en Tanglewood por Leonard Bernstein, alumno de Koussevitzky. En Italia se estrenó en 1947, en el Teatro de La Scala de Milán. En 1967, la Metropolitan Opera montó una producción que fue un "hito" dirigida por Tyrone Guthrie y protagonizada por Jon Vickers en el papel de Grimes. Es mismo año llegó a Río de Janeiro y en 1979 se representó en el Teatro Colón de Buenos Aires.
Peter Grimes se estrenó en el Gran Teatro del Liceo de Barcelona el 12 de enero de 2004 en una producción de Lluís Pasqual y bajo la dirección musical de Josep Pons, con gran éxito de público. El estreno ya se había programado tres veces, pero por diversos motivos no había llegado a realizarse. En enero de 1954 se suspendió debido a un conflicto diplomático entre España y el Reino Unido a raíz de la visita de la reina Isabel II a Gibraltar. También fue programada para la temporada de 1993-1994, y no pudo estrenarse a causa del incendio que destruyó el teatro. Un tercer intento, en la temporada de 1998-1999 tuvo que suspenderse por el retraso en la inauguración del Liceo reconstruido.

## Personajes
| Personaje                                         | Tesitura     | Elenco del estreno, 7 de junio de 1945 (Director: Reginald Goodall) |
| ------------------------------------------------- | ------------ | ------------------------------------------------------------------- |
| Peter Grimes, un pescador                         | tenor        | Peter Pears                                                         |
| Ellen Orford, una viuda, maestra de Borough       | soprano      | Joan Cross                                                          |
| Auntie ("tiíta"), la propietaria del pub The Boar | contralto    | Edith Coates                                                        |
| "Sobrinita" 1                                     | soprano      | Blanche Turner                                                      |
| "Sobrinita" 2                                     | soprano      | Minnia Bower                                                        |
| Balstrode,                                        | barítono     | Roderick Jones                                                      |
| Mrs. (Nabob) Sedley, una viuda                    | mezzosoprano | Valetta Iacopi                                                      |
| Swallow, un abogado                               | bajo         | Owen Brannigan                                                      |
| Ned Keene, farmacéutico                           | barítono     | Edmund Donlevy                                                      |
| Bob Boles, pescador y metodista                   | tenor        | Morgan Jones                                                        |
| Rev. Horace Adams, el rector                      | tenor        | Tom Culbert                                                         |
| Hobson, el carretero                              | bajo         | Frank Vaughan                                                       |
| John, grumete de Grimes                           | papel mudo   | Leonard Thompson                                                    |

## Argumento

### Prólogo
Preguntan a Peter Grimes sobre la muerte de su aprendiz. Los lugareños, todos presentes, dejan claro que creen que Grimes es culpable y merece un castigo. Aunque el coronel, Sr. Swallow, determina que la muerte del chico fue accidental y absuelve a Grimes sin un juicio, aconseja a Grimes que no coja otro aprendiz. Mientras la gente va abandonando el tribunal, Ellen Orford, la maestra de escuela, intenta reconfortar a Grimes mientras él ruge contra lo que parece la falta de inclinación de la comunidad del Borough de darle una auténtica segunda oportunidad.

### Acto I
El coro de los habitantes del Borough canta sobre sus rutinas diarias y su relación con el mar y las estaciones. Grimes señala que necesita desesperadamente ayuda para pescar y su amigo, el boticario Ned Keene, le encuentra un nuevo aprendiz (llamado John) de un orfanato. Nadie se ofrece a recoger al niño, hasta que Ellen Orford, la maestra, con la que Grimes desea casarse, se ofrece. Cuando Ellen lleva el aprendiz de Grimes al pub por la tarde, Grimes inmediatamente se marcha a su cabaña, a pesar del hecho de que el Borough está bajo una terrible tormenta.

### Acto II
Un domingo por la mañana, mientras la mayor parte de los habitantes del Borough está en la iglesia, Ellen habla con John, el aprendiz. Queda horrorizada al ver una herida en su cuello. Cuando se enfrenta a Grimes por ello, él responde bruscamente que ha sido un accidente. Cada vez más nervioso por la creciente preocupación e interferencia de la maestra, Peter le pega y se escapa con el muchacho. Pero ha habido testigos, primero Keene, Auntie, y Bob Boles, y luego el coro en general, se transforman en una masa que marcha a investigar en la cabaña de Grimes. Mientras los hombres marchan, Ellen, Auntie y las sobrinas cantan tristemente sobre las relaciones entre los hombres y las mujeres.
En la cabaña, Grimes acusa al siempre silencioso John de "contar cuentos" y luego se pierde en sus recuerdos del aprendiz muerto, recordando la muerte por sed del muchacho. Cuando oye a la turba de lugareños que se acerca, rápidamente vuelve a la realidad y se marcha para ir al mar: le dice a John que tenga cuidado al ir al bote, pero es inútil: el chico se cae y muere. Cuando la multitud llega a la cabaña, Grimes se ha ido y no encuentran nada extraño así que se dispersan.

### Acto III
Es por la noche en el Borough. Mientras se celebra un baile, la señora Sedley intenta convencer a las autoridades de que Grimes es un asesino, pero sin conseguirlo. Ellen y el capitán Balstrode se hacen confidencias: Grimes ha vuelto después de muchos días en el mar, y Balstrode ha descubierto un jersey a la orilla, que Ellen reconoce como el que ella le hizo a John. La señora Sedley oye esto, y sabe que Grimes ha vuelto, así que es capaz de instigar a otra turba en su contra. Cantando Him who despises us we'll destroy - "A aquél que nos desprecia destruiremos", los lugareños salen en busca de Grimes.
Mientras se oye al coro en busca de Grimes, éste aparece en escena, cantando un largo monólogo: la muerte de John parece que ha empujado a Grimes, ya inestable, hacia la locura. Ellen y Balstrode lo encuentran, y el viejo capitán lo anima a coger su barca y hundirla en el mar. Grimes se marcha. A la mañana siguiente, el Borough empieza un nuevo día, como si nada hubiera ocurrido. El guardacostas dice que se ha visto a un barco hundirse frente a la costa, pero Auntie descarta las noticias como "uno de esos rumores."

## Grabaciones
| Año  | Elenco: Peter Grimes, Ellen Orford, Balstrode, Auntie               | Director, Teatro de ópera y orquesta                                                       | Sello discográfico                                                         |
| ---- | ------------------------------------------------------------------- | ------------------------------------------------------------------------------------------ | -------------------------------------------------------------------------- |
| 1948 | Peter Pears, Joan Cross, ??, ??                                     | Reginald Goodall, Orquesta de la Royal Opera House, Covent Garden y Coro teatral de la BBC | Audio CD: EMI Classics 64727 Cat: (extractos)                              |
| 1958 | Peter Pears, Claire Watson, James Pease, Jean Watson                | Benjamin Britten, Coro y orquesta de la Royal Opera House, Covent Garden                   | Audio CD: Decca Cat: 414577(relanzados 1990, 2001, 2006)                   |
| 1978 | Jon Vickers, Heather Harper, Jonathan Summers, Elizabeth Bainbridge | Colin Davis, Coro y orquesta de la Royal Opera House, Covent Garden                        | Audio CD: Philips Cat: 462847 (relanzado 1999)                             |
| 1981 | Jon Vickers, Heather Harper, Norman Bailey, Elizabeth Bainbridge    | Colin Davis, Coro y orquesta de la Royal Opera House, Covent Garden                        | DVD Video: Kultur Cat: 2255 (relanzado 2003)                               |
| 1984 | Plácido Domingo, Rosalind Plowright, Henry Herford, Ann Murray      | Neville Marriner, Academy of Saint Martin in the Fields y Ambrosian Opera Chorus           | Audio CD: Deutsche Grammophon Cat: 437 563-2                               |
| 1992 | Anthony Rolfe Johnson, Felicity Lott, Thomas Allen, Patricia Payne  | Bernard Haitink, Coro y orquesta de la Royal Opera House, Covent Garden                    | Audio CD: EMI Classics Cat: 5483222 (relanzado 2003, EMI Classics: 915620) |
| 1994 | Philip Langridge, Janice Cairns, Alan Opie, Ann Howard              | David Atherton, Coro y orquesta de la English National Opera                               | DVD Video: Kultur Cat: 2902                                                |
| 1995 | Philip Langridge, Janice Watson, Alan Opie, Ameral Gunson           | Richard Hickox, City of London Sinfonia y Coro de la Orquesta Sinfónica de Londres         | Audio CD: Chandos Cat: 9447                                                |
| 2004 | Glenn Winslade, Janice Watson, Anthony Michaels-Moore, Jill Grove   | Colin Davis, Coro y orquesta Sinfónica de Londres                                          | Audio CD: LSO Live Cat: 54                                                 |
| 2005 | Christopher Ventris, Emily Magee, Alfred Muff, Liliana Nikiteanu    | Franz Welser-Möst, Coro y orquesta de la Ópera de Zúrich                                   | DVD Video: EMI Classics Cat: 00971                                         |